# Hidrelétrica El Cajón
A hidrelétrica El Cajón é uma usina hidrelétrica sobre o rio Grande de Santiago no estado mexicano de Nayarit. A construção começou em 2003 e foi concluída em junho de 2007. Custou 800 milhões de dólares americanos. Os geradores são capazes de produzir 750 MW de eletricidade. A barragem é operada pela Comissão Federal de Eletricidade, a empresa estatal elétrica mexicana.q